# Calle Ramón Rubial
La calle Ramón Rubial es una calle ubicada en la villa de Bilbao enlazando las zonas del Ensanche y Abandoibarra. Situada entre la plaza Euskadi y la avenida Abandoibarra, finaliza frente a la pasarela Pedro Arrupe, siendo su denominación un homenaje al presidente del Consejo General Vasco Ramón Rubial.

## Edificios de interés
Diversos edificios reseñables rodean la calle Ramón Rubial. En orden desde el plaza Euskadi hacia la pasarela Pedro Arrupe son:
- Viviendas de Eugenio Aguinaga.
- Viviendas de Carlos Ferrater.
- Torre Iberdrola de César Pelli.
- Biblioteca de la Universidad de Deusto de Rafael Moneo.
- Paraninfo de la Universidad del País Vasco de Álvaro Siza

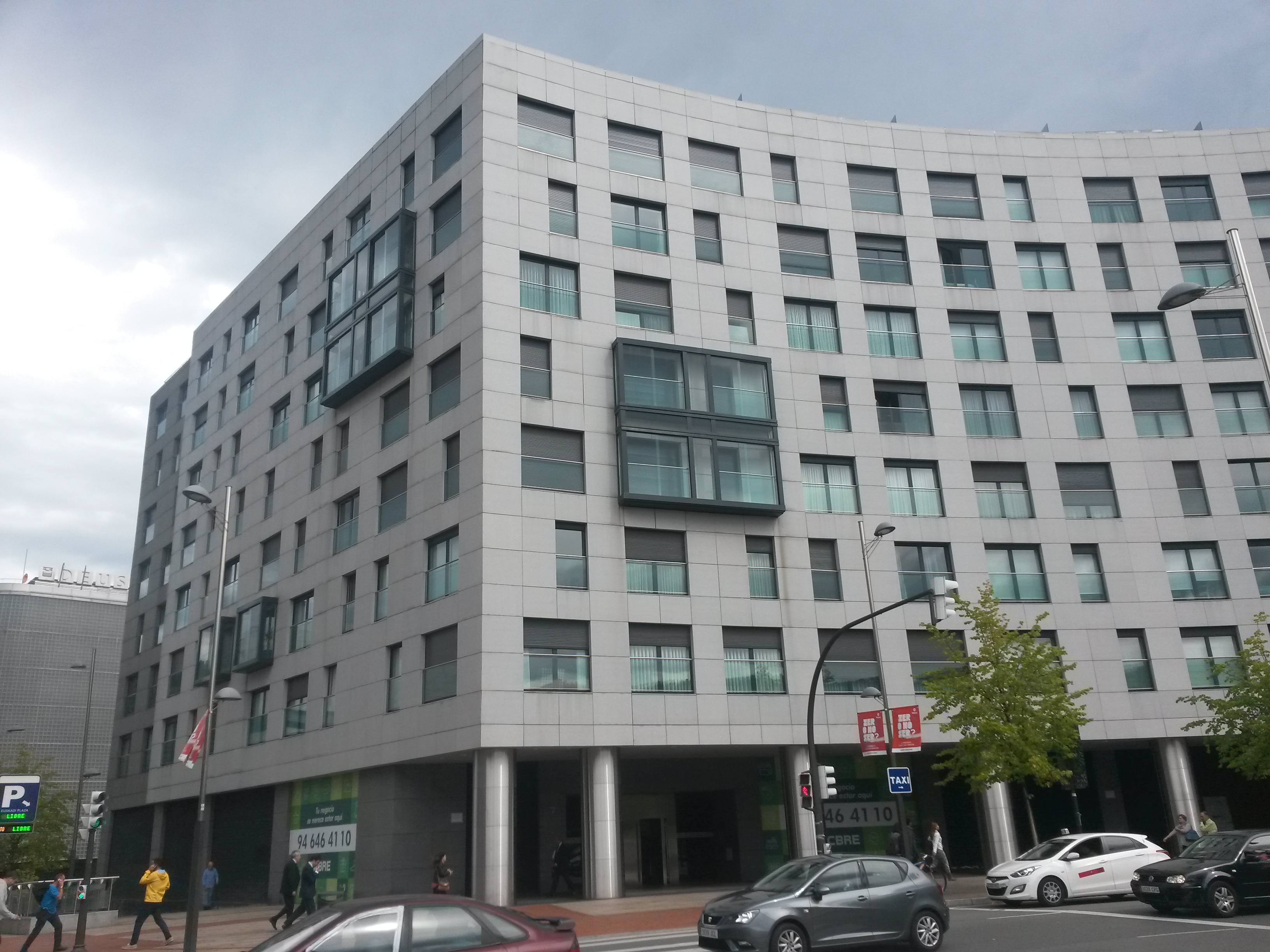
Viviendas Aguinaga
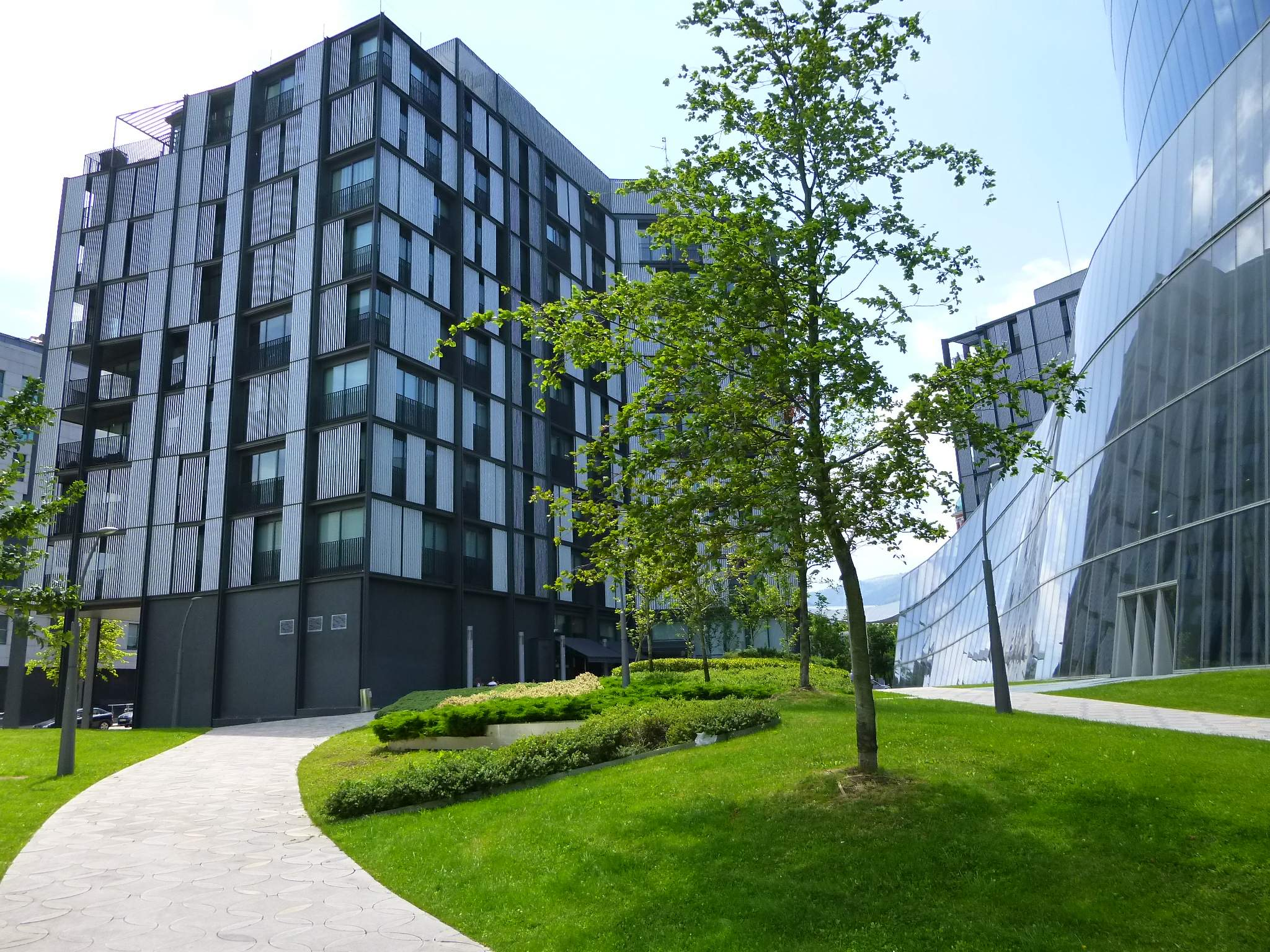
Viviendas Ferrater
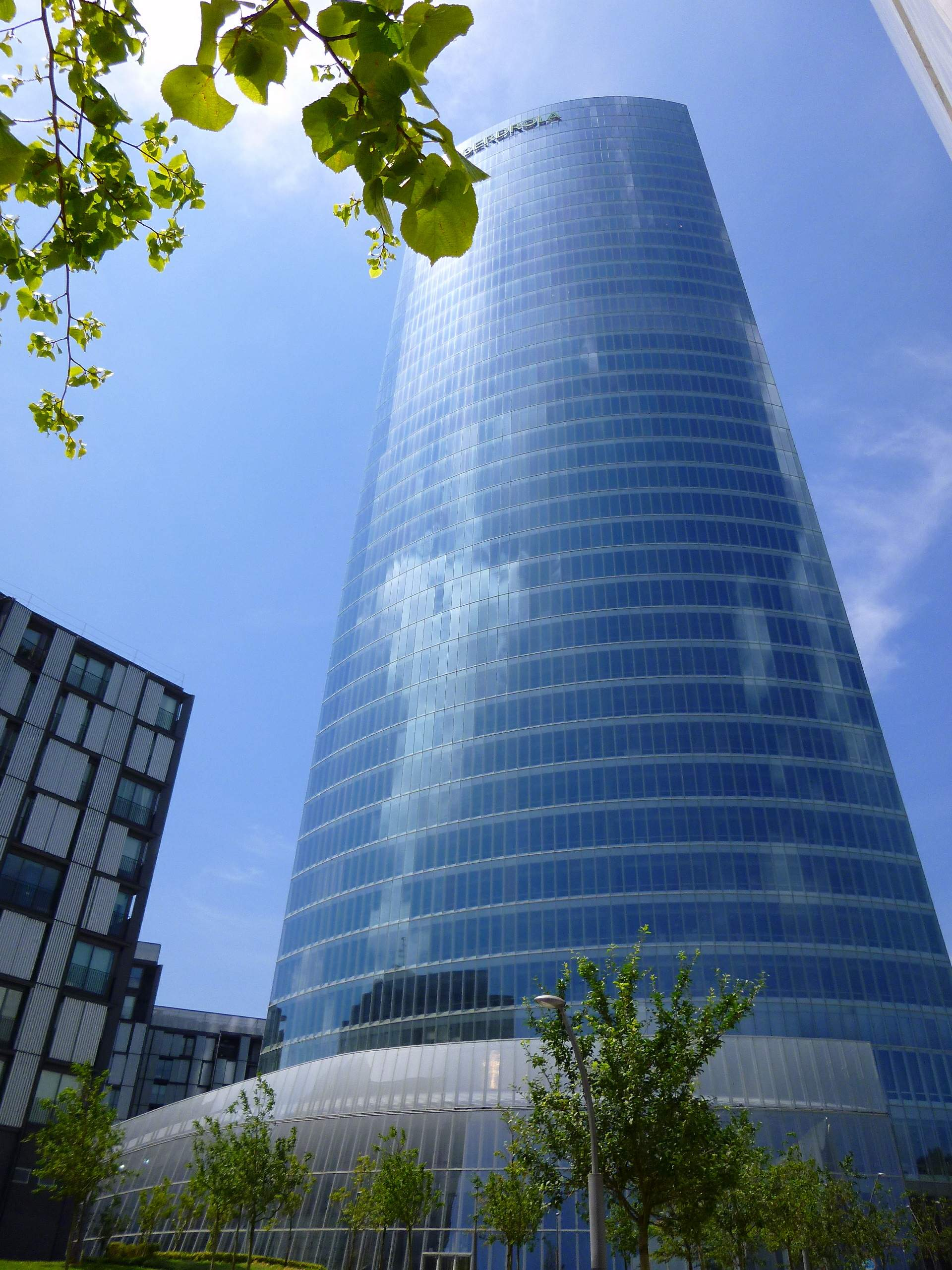
Torre Iberdrola
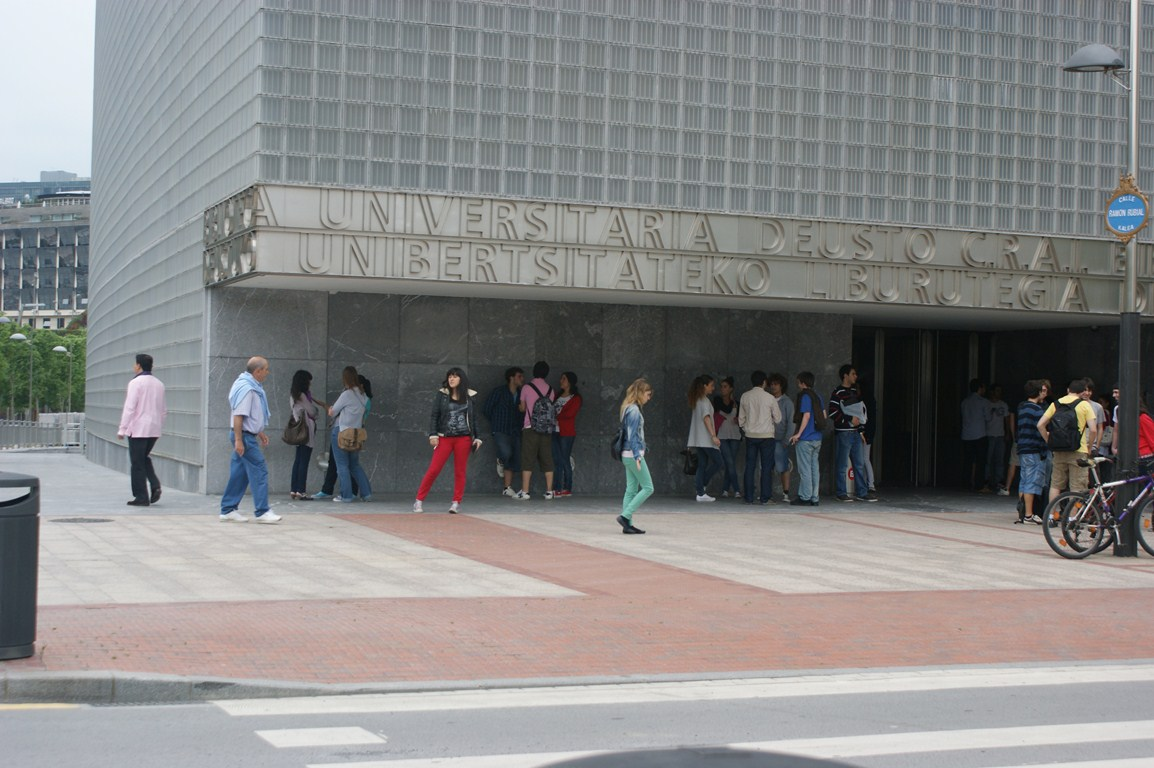
Biblioteca de la Universidad de Deusto
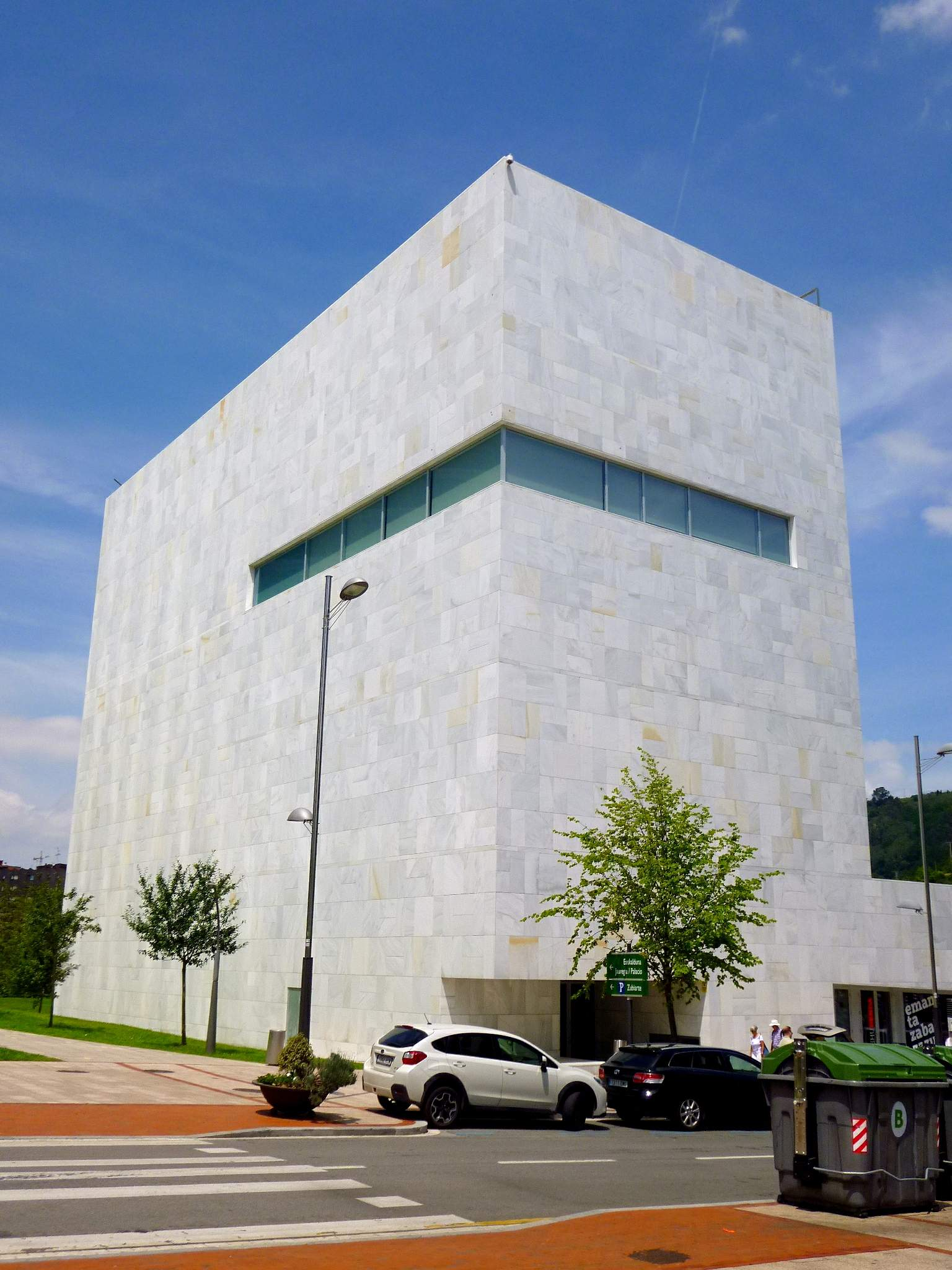
Paraninfo de la Universidad del País Vasco

Destaca la escultura Begirari IV (1997, instalada en 2003), de Eduardo Chillida (1924-2002). Acero corten de 7,10 metros de altura ubicado al inicio de la pasarela Pedro Arrupe.

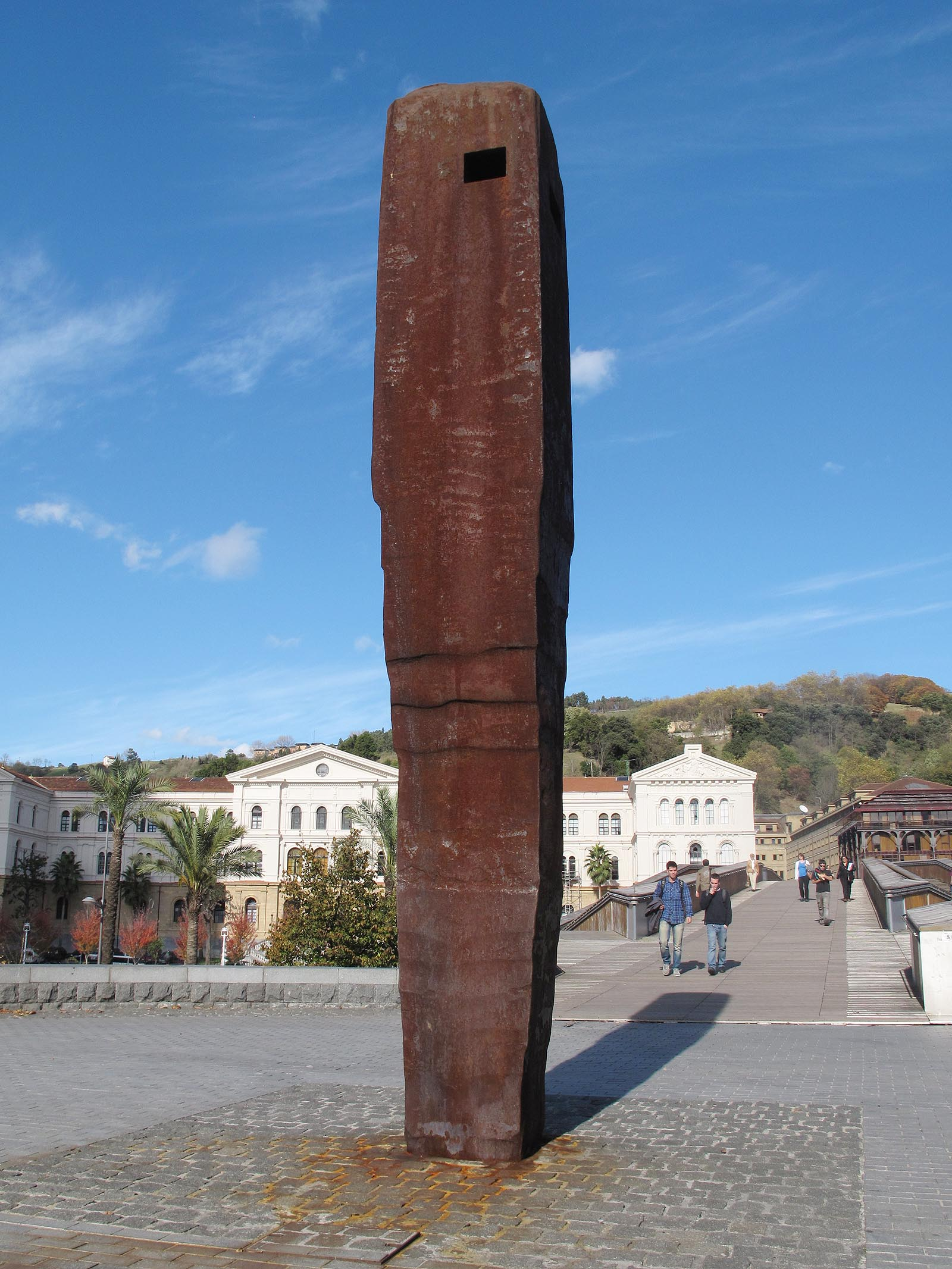
Begirari IV, de Eduardo Chillida

## Medios de transporte
- Estación de Guggenheim del tranvía de Bilbao.
- Estación de Moyua del metro de Bilbao.